# Fredrik Åkerberg
Carl Fredrik Oscar Åkerberg (i riksdagen kallad Åkerberg i Värö), född 15 december 1837 i Snöstorps socken, Hallands län, död 18 mars 1913 i Värö församling, Hallands län, var en svensk lantbrukare och riksdagsman.
Åkerberg var verksam som lantbrukare i Väröbacka i Halland. I riksdagen var han ledamot av andra kammaren fram till 1899, invald i Fjäre och Viske häraders valkrets.